# Agdistis
Agdistis là một chi bướm đêm thuộc họ Pterophoridae và là chi duy nhất trong phân họ Agdistinae.

## Các loài
- Agdistis aberdareana Arenberger, 1988
- Agdistis adactyla (Hübner, [1819])
- Agdistis adenensis Amsel, 1961
- Agdistis africana Arenberger, 1996
- Agdistis americana Barnes & Lindsey, 1921
- Agdistis arabica Amsel, 1958
- Agdistis arenbergeri Gielis, 1986
- Agdistis asthenes Bigot, 1970
- Agdistis bellissima Arenberger, 1975
- Agdistis bennetti (Curtis, 1833)
- Agdistis betica Arenberger, 1978
- Agdistis bifurcatus Agenjo, 1952
- Agdistis bigoti Arenberger, 1976
- Agdistis bouyeri Gielis, 2008
- Agdistis cappadociensis Fazekas, 2000
- Agdistis caradjai Arenberger, 1975
- Agdistis cathae Arenberger, 1999
- Agdistis chardzhouna Arenberger, 1997
- Agdistis clara Arenberger, 1986
- Agdistis cretifera Meyrick, 1909
- Agdistis criocephala Meyrick, 1909
- Agdistis cypriota Arenberger, 1983
- Agdistis dahurica Zagulajev, 1994
- Agdistis danutae Kovtunovich & Ustjuzhanin, 2009
- Agdistis darwini Arenberger, 2009
- Agdistis dentalis Arenberger, 1986
- Agdistis desertorum Arenberger, 1999
- Agdistis detruncatum Zagulajev & Blumental, 1994
- Agdistis dicksoni Kovtunovich & Ustjuzhanin, 2009
- Agdistis dimetra Meyrick, 1924
- Agdistis eberti Arenberger, 2009
- Agdistis endrodyi Kovtunovich & Ustjuzhanin, 2009
- Agdistis espunae Arenberger, 1978
- Agdistis facetus Bigot, 1969
- Agdistis falkovitshi Zagulajev, 1986
- Agdistis flavissima Caradja, 1920
- Agdistis frankeniae (Zeller, 1847)
- Agdistis furcata Arenberger, 1996
- Agdistis gerasimovi Zagulajev & Blumental, 1994
- Agdistis gibberipenis Arenberger, 1996
- Agdistis gittia Arenberger, 1988
- Agdistis glaseri Arenberger, 1978
- Agdistis hakimah Arenberger, 1985
- Agdistis halodelta Meyrick, 1925
- Agdistis hartigi Arenberger, 1973
- Agdistis heydeni (Zeller, 1852)
- Agdistis huemeri Arenberger, 2002
- Agdistis hulli Gielis, 1998
- Agdistis incisa Arenberger & Buchsbaum, 2000
- Agdistis infumata Meyrick, 1912
- Agdistis ingens Christoph, 1887
- Agdistis insidiatrix Meyrick, 1933
- Agdistis intermedia Caradja, 1920
- Agdistis iranica Alipanah & Ustjuzhanin, 2006
- Agdistis jansei Kovtunovich & Ustjuzhanin, 2009
- Agdistis karabachica Zagulajev, 1990
- Agdistis karakalensis Zagulajev, 1990
- Agdistis karischi Arenberger, 1996
- Agdistis kenyana Arenberger, 1988
- Agdistis korana Arenberger, 1988
- Agdistis krooni Kovtunovich & Ustjuzhanin, 2009
- Agdistis kruegeri Kovtunovich & Ustjuzhanin, 2009
- Agdistis linnaei Gielis, 2008
- Agdistis lomholdti Gielis, 1990
- Agdistis maghrebi Arenberger, 1976
- Agdistis malitiosa Meyrick, 1909
- Agdistis malleana Arenberger, 1988
- Agdistis manicata Staudinger, 1859
- Agdistis melitensis Amsel, 1954
- Agdistis meridionalis (Zeller, 1847)
- Agdistis meyi Arenberger, 2008
- Agdistis meylaniella Arenberger, 1972
- Agdistis minima Walsingham, 1900
- Agdistis morini Huemer, 2001
- Agdistis murgabica Zagulajev & Blumental, 1994
- Agdistis namibiana Arenberger, 1988
- Agdistis nanodes Meyrick, 1906
- Agdistis neglecta Arenberger, 1976
- Agdistis nigra Amsel, 1955
- Agdistis notabilis Gielis & Karsholt, 2009
- Agdistis obstinata Meyrick, 1920
- Agdistis olei Arenberger, 1976
- Agdistis omani Arenberger, 2008
- Agdistis pala Arenberger, 1986
- Agdistis paralia (Zeller, 1847)
- Agdistis parvella Amsel, 1958
- Agdistis picardi Bigot, 1964
- Agdistis piccolo Gielis, 1990
- Agdistis potgieteri Kovtunovich & Ustjuzhanin, 2009
- Agdistis protai Arenberger, 1973
- Agdistis protecta Arenberger, 1999
- Agdistis pseudocanariensis Arenberger, 1973
- Agdistis pustulalis Walker, 1864
- Agdistis pygmaea Amsel, 1955
- Agdistis quagga Arenberger, 2009
- Agdistis qurayyahiensis Gielis, 2008
- Agdistis reciprocans Meyrick, 1924
- Agdistis riftvalleyi Arenberger, 2001
- Agdistis rubasiensis Zagulajev, 1985
- Agdistis sabokyi Fazekas, 2000
- Agdistis salsolae Walsingham, 1908
- Agdistis sanctaehelenae (Wollaston, 1879)
- Agdistis satanas Millière, 1875
- Agdistis singula Arenberger, 1995
- Agdistis sissia Arenberger, 1987
- Agdistis sphinx Walsingham, 1907
- Agdistis spinosa Arenberger, 1986
- Agdistis swakopi Arenberger, 2009
- Agdistis symmetrica Amsel, 1955
- Agdistis takamukui Nohira, 1919
- Agdistis tamaricis (Zeller, 1847)
- Agdistis tenera Arenberger, 1976
- Agdistis tigrovaja Arenberger, 2001
- Agdistis tihamae Arenberger, 1999
- Agdistis toliarensis Bigot, 1987
- Agdistis tsumkwe Arenberger, 2001
- Agdistis tugai Altermatt, 2008
- Agdistis turkestanica Zagulajev, 1990
- Agdistis uncirectangula Hao & Li, 2003
- Agdistis unguica Arenberger, 1988
- Agdistis varii Kovtunovich & Ustjuzhanin, 2009
- Agdistis yemenica Arenberger, 1999
- Agdistis zhengi Hao & Li, 2007